# جمعية مونتيسوري الدولية
جمعية مونتيسوري الدولية وتعرف اختصارًا باسم AMI هي منظمة غير حكومية عالمية مقرها أمستردام مكرسة لتعليم مونتيسوري .

## التاريخ
تأسست الجمعية من قِبل ماريا مونتيسوري في أغسطس 1929 في هيليسينكور، بالدنمارك، خلال فترة عاشت فيها العداء المتزايد مع صعود الفاشية في ألمانيا وإيطاليا وإسبانيا. خلال الفترة التي سبقت الحرب العالمية الثانية، نقلت مونتيسوري عائلتها والجمعية عدة مرات، أولاً إلى برلين، ثم روما، ثم برشلونة، ثم لندن، وأخيرا لارين، في عام 1935، قبل الحرب العالمية الثانية. 
خلال فترة اندلاع الحرب العالمية الثانية، كانت ماريا في جولة محاضرة في الهند مع ابنها ماريو وكمواطنين إيطاليين في بلد معادي، تم احتجازهم رهن الإقامة الجبرية والاعتقال على التوالي حتى نهاية الحرب. خلال فترة ما بعد الحرب، كانت ماريا مونتيسوري نشطة بشكل خاص في المساعدة في تأسيس اليونسكو ، وبعد عودتها مباشرة إلى أوروبا في عام 1947 خاطبت المنظمة التي شكلت حديثًا حول موضوع «التعليم والسلام». كانت آخر مشاركة علنية لها في لندن في عام 1951 عندما حضرت مؤتمر جمعية مونتيسوري الدولي التاسع.
في عام 1973، في عيد ميلاد 75 لماريو مونتيسوري، تم إنشاء صندوق ماريو مونتيسوري 75، كمؤسسة غير ربحية بهدف المساعدة في تمويل التدريب المهني في تعليم مونتيسوري. 

## بناء
لا يزال مبنى الجمعية يقع مقره الرئيسي في أمستردام. تحتفظ الجمعية بعضوية أكثر من 5000 فرد، وقد نمت الآن لتشمل شبكة عالمية تضم 42 شركة قانونية في 36 دولة، منها جمعية مونتيسوري الدولية التابعة للولايات المتحدة والتي تم تأسيسها باعتبارها منظمة غير ربحية في عام 1972 من قبل ماريو مونتيسوري وريتشارد سالزمان وألبرت ليدجارد جونيور. 
يوجد لدى الجمعية مركزًا لتدريب المعلمين في 32 دولة حول العالم، وهي تضم قسمًا للتواصل العالمي. 
ترتبط الجمعية بإدارة شؤون الإعلام بالأمم المتحدة وتم قبولها بالشراكة مع اليونسكو. لعبت ماريا مونتيسوري دورًا رئيسيًا في تأسيس اليونسكو، وعقدت خايمي توريس بوديت حفل استقبال على شرف اليونسكو في 7 ديسمبر 1949.  

## مؤتمر مونتيسوري الدولي
كل أربع سنوات تعقد جمعية مونتيسوري مؤتمراً دولياً. كان المؤتمر التاسع الذي انعقد في لندن بالمملكة المتحدة عام 1951 آخر مشاركة علنية لمنتوريسي قبل وفاتها. انعقد المؤتمر الدولي الثامن والعشرون الأخير في براغ بجمهورية التشيك في الفترة من 27 إلى 30 يوليو 2017 بحضور 1800 شخص. تم دعم المؤتمر الثامن والعشرين من قبل 17 جمعية منتسوري. سيعقد مؤتمر مونتيسوري الدولي التاسع والعشرون في بانكوك، تايلاند في الفترة من 16 إلى 19 يوليو 2021. 